# 1247
1247 (MCCXLVII) fue un año común comenzado en martes del calendario juliano.

## Acontecimientos
- Se publica un documento eclesiástico del Obispado de Segovia con Rodrigo de obispo, considerado el primer listado de pueblos, asentamientos humanos y despoblados del territorio que es hoy la provincia de Segovia.
- Alfonso III de Portugal sucede a Sancho II de Portugal.
- En China, Qin Jiushao publica su libro Tratado Matemático en Nueve Secciones(Shùshū jiŭzhāng) que se considera el tratado de matemáticas más importante del siglo XIII. Entre otras cosas da a conocer una nueva versión del Teorema chino del resto.

## Fallecimientos
- 10 de junio - Jiménez de Rada, arzobispo de Toledo (España), murió en Lyon (Francia).